# Monika Býmová
Monika Býmová (rozená Čuhelová, * 24. července 1987, Brno, Československo) je česká spisovatelka, manažerka, rozhlasová moderátorka a televizní reportérka specializující se na fotbal.
Jejím otcem je fotbalový trenér Petr Čuhel.
Vystudovala bakalářský obor Ekonomika a management. Následně přešla na magisterský obor Sociální a mediální komunikace.
Působila v soukromé Brněnské televizi a v brněnském rádiu Kiss Hády. Následně přešla do Prahy. Přispívala do fotbalového magazínu Hattrick a moderovala v rádiu Kiss 98. Od roku 2012 pracovala v České televizi. V Redakci sportu České televize pracovala 5 let.
V roce 2017 odjela na roční sabatical do New Yorku. Následně se rozhodla Českou televizi opustit. Po návratu do Česka se zaměřila na neziskový sektor. Od roku 2019 působí na pozici výkonné ředitelky Asociace prádelen a čistíren ČR. Od roku 2023 pořádá networkingovou akci TexTalk, která funguje jako platforma propojující odborníky z textilního sektoru s cílem zvyšování udržitelnosti prádla a oděvů.
Jejím partnerem byl fotbalista Petr Švancara, se kterým napsali jeho biografickou knihu s názvem Mercedes: Projížďka životem fotbalového baviče. Tato kniha na festivalu Svět knihy získala Cenu čtenářů Český bestseller 2015.
V roce 2023 vydala biografickou knihu bývalého brněnského útočníka Milana Pacandy s názvem Milan Pacanda Jackyll & Hyde, která upozorňuje na problematiku prostředí formující profesionální sportovce v Česku. Kniha se stala v exkluzivním prodeji sítě Knihy Dobrovský nejprodávanější sportovní biografií roku 2023.
V letech 2018 - 2023 natáčela klubové rozhovory s osobnostmi fotbalové FC Zbrojovky Brno pro pořad Studio Flinta.
4. června 2021 se v Praze provdala za Svatopluka Býmu. V roce 2024 se jim narodila dcera Emily.